# Lenka Zahradnická
Lenka Zahradnická (* 1. června 1985 Praha) je česká herečka.

## Život
Vystudovala gymnázium a na pražské DAMU obor činoherní herectví. Účinkovala v pražském Divadle DISK a v Divadle Radar.
Jejím přítelem byl zpěvák Tomáš Klus. Se svým současným manželem má dvě dcery a syna. 

## Filmografie
- 2005 3 plus 1 s Miroslavem Donutilem (role: Zuzana)
- 2005 To nevymyslíš! (role: Klátová)
- 2005 Ordinace v růžové zahradě I. i II. (role: Alena Veverková)
- 2006 Vratné lahve
- 2006 To horké léto v Marienbadu (role: komorná Anette)
- 2007 Světla pasáže (role: barmanka Linda Sojková)
- 2007 Hraběnky (v 6. díle)
- 2008 Zaříkávačky (role: Strange Girl)
- 2008 Šejdrem
- 2008 Kriminálka Anděl
- 2008 Bez tváře (role: Katka)
- 2009 Vyprávěj (role: Renata Dvořáková)
- 2009 Proč bychom se netopili
- 2012 Život je ples
- 2012 Obchoďák
- 2012 Helena
- 2013 Škoda lásky
- 2013 Obchodníci
- 2014 Svatby v Benátkách
- 2014 Případy 1. oddělení
- 2014 Hodinový manžel
- 2016 Drazí sousedé (role: Kateřina Vrbová)
- 2016 Taxi 121
- 2017 Modrý kód
- 2017 Doktorka Kellerová
- 2017 Spravedlnost
- 2018 Specialisté
- 2019 Případ dvou manželek (TV film)
- 2020 Past (TV film)
- 2023 Jedna rodina (role: sestřička Jana)